# Auguste Longnon

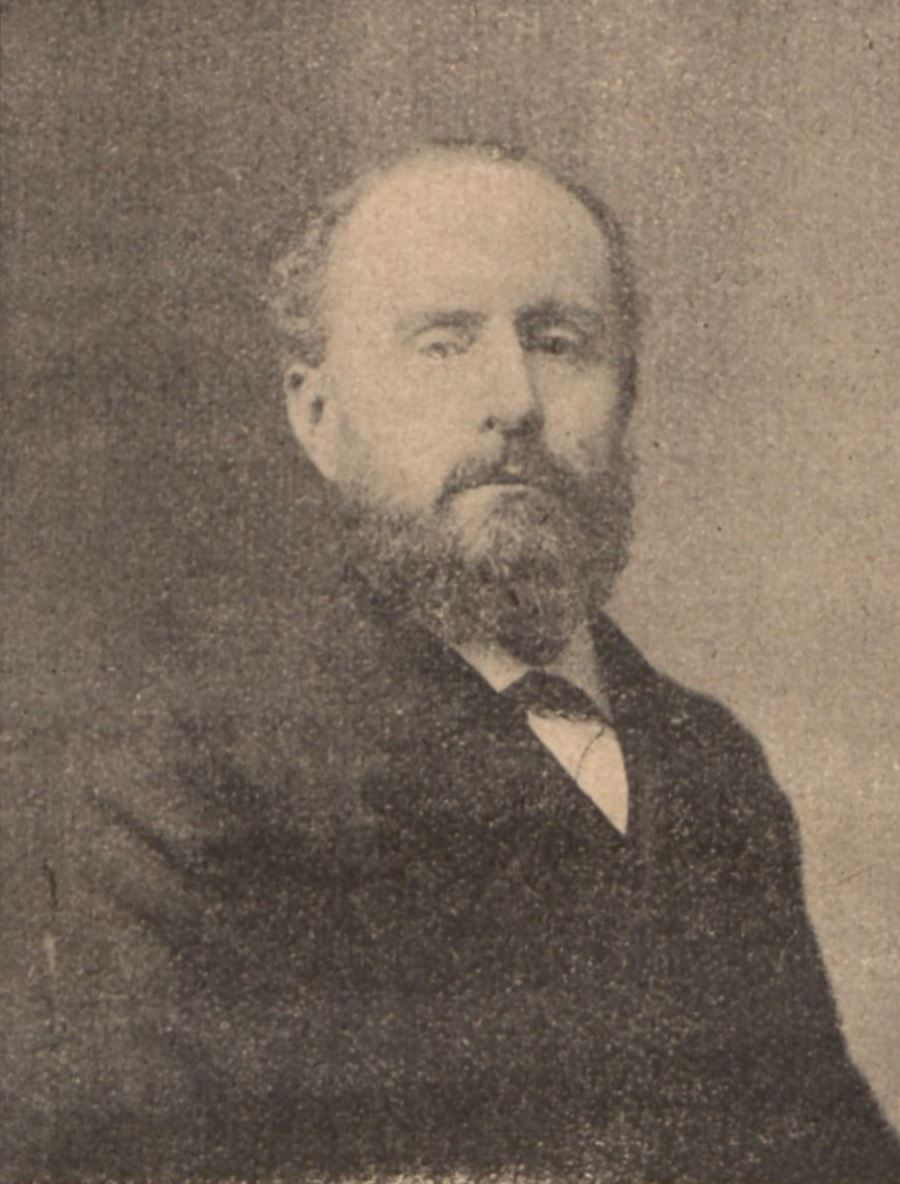
Auguste Longnon, 1899

Auguste Honoré Longnon (* 18. Oktober 1844 in Paris; † 13. Juli 1911 ebenda) war ein französischer Historiker, Romanist, Mediävist und Toponomastiker.

## Leben
Longnon war Schusterlehrling und Autodidakt. Er studierte an der École pratique des hautes études und wurde 1871 auf Empfehlung als staatlicher Archivar angestellt, obwohl er nicht die obligatorische École nationale des chartes durchlaufen hatte. Alfred Maury wählte ihn 1889 zu seinem Lehrstuhlvertreter am Collège de France, wo er von 1892 bis zu seinem Tod auf dem Lehrstuhl für historische Geographie Frankreichs lehrte. 1897 wurde er Mitglied der Académie des inscriptions et belles-lettres.
Longnon publizierte zahlreiche historische Dokumente, chartes, rôles, Kartularien, Diozesanlisten (pouillés) und Urbare (polyptiques) aus der mittelalterlichen Geschichte Frankreichs.

## Werke

### Geschichte
- Étude sur les pagi de la Gaule, Paris 1869–1872, Genf 1970
- (Hrsg.) Paris pendant la domination anglaise (1420-1436), Paris 1878
- Géographie de la gaule au VIe siècle, Paris 1878
- Atlas historique de la France depuis César jusqu’à nos jours,  Paris 1882–1889, 1907, 1912
- (Hrsg.) Documents relatifs au comté de Champagne et de Brie  1172-1361, 3 Bde., Paris 1901–1914
- Origines et formation de la nationalité française, Paris 1912 (Einführung durch Charles Maurras)
- La formation de l’unité française. Leçons professées au Collège de France en 1889-1890, hrsg. von  H.-François Delaborde, Paris 1922, 1969

### Toponomastik
- Dictionnaire topographique du département de la Marne comprenant les noms de lieux anciens et modernes, Paris 1891
- Les noms de lieu de la France. Leur origine, leur signification, leurs transformations. Résumé des conférences de toponomastique générale faites à l’École pratique des hautes études (Section des sciences historiques et philologiques), hrsg. von  Paul Marichal und Léon Mirot,  Paris  1920–1929, 1968, 1979, 1999 (Vorwort durch Jacques Chaurand); New York 1973